# Camila Mendes
Camila Mendes (Charlottesville, 29 juni 1994) is een Amerikaans actrice. Ze is vooral bekend door haar de rol als Veronica Lodge in de televisieserie Riverdale.

## Filmografie
- Riverdale (2017–2023, televisieserie)
- The New Romantic (2018)
- The Perfect Date (2019)
- Coyote Lake (2019)
- Dangerous Lies (2020)
- Palm Springs (2020)
- Do Revenge (2022)
- Upgraded (2024)
- Música (2024)

## Persoonlijk leven
Mendes heeft verklaard dat ze last van raciale vooroordelen heeft gehad in Hollywood. Ze meldt dat ze, wanneer ze auditie deed voor personages met Latijns-Amerikaanse profielen, zinnen heeft gehoord als "Je ziet er niet Latina genoeg uit". Mendes, die Amerikaans is maar van Braziliaanse afkomst is, kwalificeert zich als Latijns-Amerikaans. Ze spreekt vloeiend Portugees, hoewel ze in de Verenigde Staten is opgegroeid.
Mendes liet in oktober 2018 weten dat ze tot 2017 worstelde met een eetstoornis, boulimia nervosa.